# Ngân khố Quốc chủ Bệ hạ
Ngân khố Quốc chủ Bệ hạ (HM Treasury), còn được gọi Bộ Tài chính (the Exchequer), hoặc Kho bạc (the Treasury), là Bộ Chính phủ Anh chịu trách nhiệm xây dựng và thực thi chính sách tài chính công và chính sách kinh tế của chính phủ. Ngân khố duy trì Hệ thống trực tuyến cho kế toán và báo cáo trung ương (OSCAR), thay thế cho Hệ thống thông tin trực tuyến kết hợp (COINS), ghi thành từng khoản chi tiêu của bộ phận theo hàng ngàn tiêu đề danh mục, báo cáo tài chính hàng năm (WGA) được xuất bản.

## Lịch sử
Sự khởi đầu của Ngân khố Anh đã được một số người phát hiện là Thủ quý Henry, người hầu cận của vua William Chinh phạt. Sự khẳng định này dựa theo sách Domesday Book cho thấy cá nhân Henry "thủ quỹ" là một chủ đất ở Winchester, nơi cất giữ kho báu hoàng gia.
Ngân khố Vương quốc Liên hiệp Anh có nguồn gốc từ Ngân khố Vương quốc Anh, đã tồn tại từ năm 1126, dưới thời vua Henry I trị vì. Ngân khố nằm trong Nội vụ phủ Hoàng gia. Đó là nơi Quân vương giữ kho bạc của mình. Đứng đầu ngân khố được gọi là Thượng tướng Ngân khố (Lord Treasurer).
Bắt đầu từ thời Tudor, Thượng tướng Ngân khố trở thành một trong những Trọng thần Quốc vụ và cạnh tranh với Đại Chưởng ấn (Lord Chancellor) cho vị trí quan trọng. Năm 1667, Charles II của Anh bổ nhiệm George Downing chịu trách nhiệm Ngân khố, người xây dựng Downing Street, để cải cách triệt để Kho bạc và thu thuế.

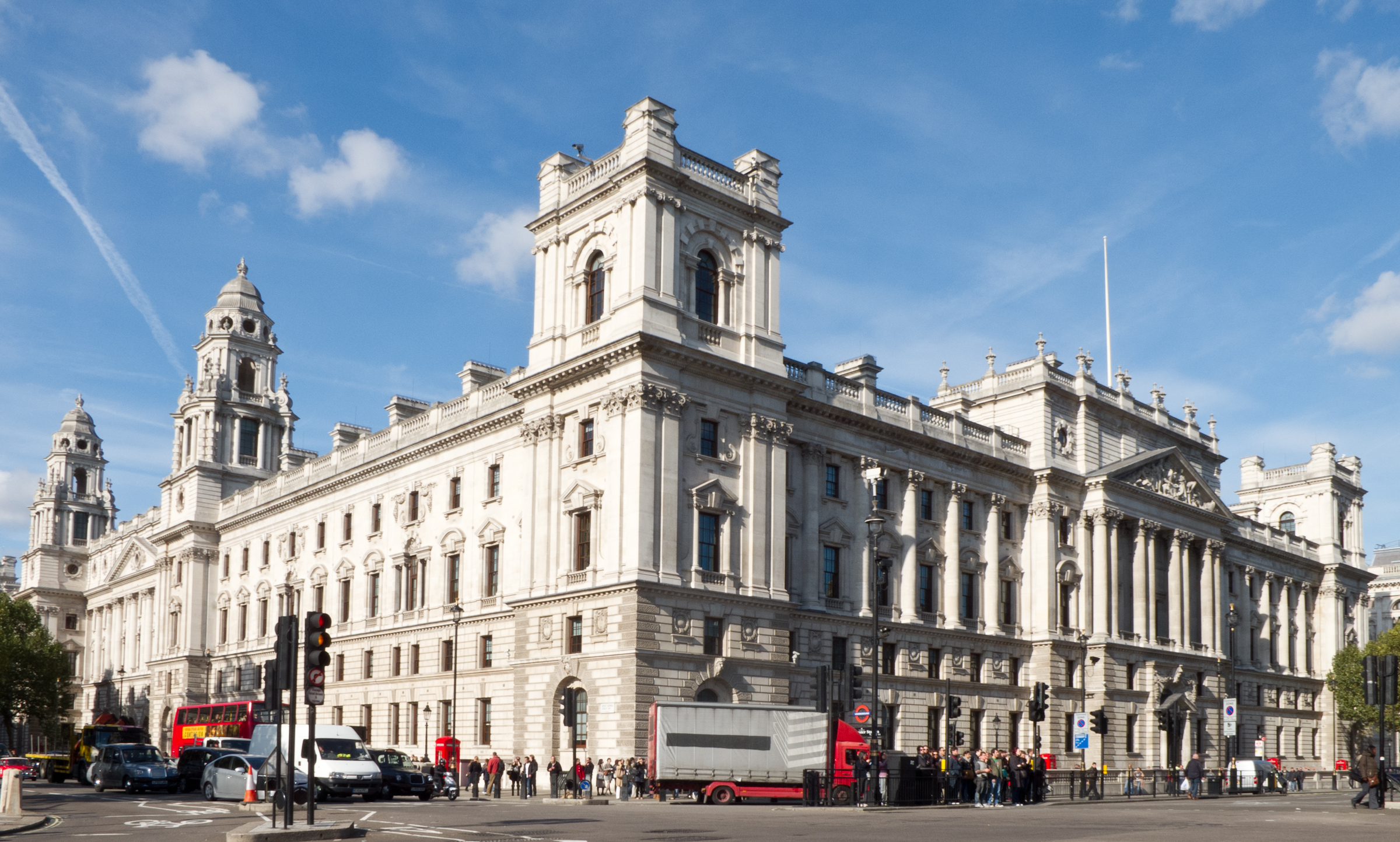
Văn phòng Chính quyền, đường Đại George

Kho bạc lần đầu tiên được đưa xếp thành ủy hội (được đặt dưới sự kiểm soát của nhiều người thay vì chỉ một người) trong tháng 5 hoặc 6/1660. Ủy viên đầu tiên là Công tước xứ Albermarle, Huân tước Ashley, (Sir) W. Coventry, (Sir) J. Duncomb, và (Sir) T. Clifford. Sau năm 1714, Ngân khố luôn được ủy thác. Các ủy viên được gọi là Ủy viên Ngân khố (Lords of the Treasury) và được đánh số theo thâm niên. Và Đại thượng thư thứ nhất phụ trách Ngân khố (First Lord of the Treasury) được coi là người đứng đầu tự nhiên của chính phủ, và từ Robert Walpole trở đi, người giữ chức vụ bắt đầu được biết đến, một cách không chính thức, với tư cách là Thủ tướng. Tới năm 1827, Đại Thượng thư thứ nhất, nếu là dân thường, sẽ nắm chức vụ Bộ trưởng Bộ Tài chính (Chancellor of the Exchequer), nếu là quý tộc, sẽ là Đại Thượng thư thứ hai đồng thời là Bộ trưởng. Từ năm 1827, Bộ trưởng Bộ Tài chính thường là Đại Thượng thư thứ hai.
Trong thời gian Kho bạc được ủy thác, các Ủy viên Ngân khô được trả £1600 mỗi năm.

## Whips
Một vài nghị sĩ thẩm tra tư cách nghị sĩ của Đảng trong chính phủ cũng đồng thời là thành viên của Ngân khố: Đô tổng Nghị viên (Chief Whip) trên danh nghĩa là Tổng trưởng Ngân khố và theo truyền thống có trụ sở tại số 12 phố Downing. Một số Nghị viên Kỷ luật (whip) khác trên danh nghĩa cũng là Ủy viên Ngân khố, mặc dù tất cả đều là đại biểu Viện Thứ dân. Whip là một phe, đúng hơn là chính phủ, chức vụ; các chức vụ được bổ nhiệm trong Ngân khố thường là vị trí nhàn dỗi cho phép Nghị viên kỷ luật được trả lương như trong bộ. Điều này dẫn tới lãnh đạo Chính phủ ngồi ghế băng trước trong viện Thứ dân còn được gọi là ghế băng Ngân khố (Treasury Bench). Tuy nhiên, các Nghị viên kỷ luật không nắm giữ bất kỳ chức vụ nào có ảnh hưởng trong Ngân khố, nên thường không được liệt kê trong Ngân khố.
Huân tước Young xứ Cookham, hiện tại đang giữ chức nghị viên kỷ luật chính phủ trong Viện Thứ dân, đồng thời là phát ngôn viên Ngân khố.

## Lãnh đạo Ngân khố
Lãnh đạo Ngân khố tính đến tháng 2/2020:
| Lãnh đạo                              | Chức vụ                                                                          | Nhiệm vụ |
| ------------------------------------- | -------------------------------------------------------------------------------- | --- |
| The Rt Hon. Boris Johnson MP          | Đại thượng thư thứ nhất phụ trách Ngân khố                                       | Thượng thư, lãnh đạo theo nghi thức của Ngân khố |
| The Rt Hon. Rishi Sunak MP            | Bộ trưởng Bộ Tài chính Đại thượng thư thứ hai Ngân khố                           | Chịu trách nhiệm chung của Bộ |
| The Rt Hon. Stephen Barclay MP        | Thừa hành Ngân khố (Chief Secretary to the Treasury)                             | Đánh giá chi tiêu và lập kế hoạch chiến lược, kiểm soát chi tiêu trong năm, chi trả khu vực công và lương hưu, quản lý chi tiêu hàng năm (AME) và cải cách phúc lợi, hiệu quả và giá trị của đồng tiền trong dịch vụ công, đầu tư vốn                                                                            |
| The Rt Hon. Jesse Norman MP           | Quốc vụ khanh phụ trách Tài chính Ngân khố (Financial Secretary to the Treasury) | Giám sát chiến lược trực tiếp, gián tiếp, kinh doanh, sở hữu hệ thống thuế Vương quốc Liên hiệp Anh, thuế doanh nghiệp lớn nhỏ, dịch vụ tài chính thuế, châu Âu và các vấn đề quốc tế về thuế, chính sách hải quan, chịu trách nhiệm chung dự thảo Tài chính.                                                    |
| The Rt Hon. Huân tước Agnew xứ Oulton | Quốc vụ khanh                                                                    | |
| Kemi Badenoch MP                      | Quốc vụ khanh phụ trách Kho bạc Ngân khố (Exchequer Secretary to the Treasury)   | Tăng trưởng và hiệu quả khả năng sản xuất Anh, thuế trực tiếp, từ thiện, khu vực tự nguyện, Crown Estate và Royal Household, Sở đúc tiền Hoàng gia |
| John Glen MP                          | Quốc vụ khanh phụ trách Kinh tế Ngân khố (Economic Secretary to the Treasury)    | Cải cách và điều chỉnh tài chính ngân hàng, dịch vụ tài chính rời khỏi EU, cạnh tranh thành phố, dịch vụ tài chính bán lẻ, cho vay ngân hàng, thuế tiết kiệm cá nhân, bảo hiểm, quản lý tài sản, tài trợ UKGI, đóng băng tài sản và tội phạm tài chính, bao gồm tài chính, hoạt động công bằng, dự trữ ngoại hối |

## Tổng trưởng
Chức vụ Tổng trưởng (Permanent Secretary) Ngân khố thường được coi là có ảnh hưởng thứ hai trong Cơ quan Công vụ Anh;
- Francis Mowatt (1894–1903)
- George Murray (1903–1911)
- John Bradbury (1913–1919)
- Robert Chalmers (1916–1919)
- Warren Fisher (1919–1939)
- Horace Wilson (1939–1942)
- Richard Hopkins (1942–1945)
- Edward Bridges (1945–1956)
- Roger Makins (1956–1959)
- Frank Lee (1960–1962)
- Norman Brook (1956–1963)
- Laurence Helsby (1963–1968)
- William Armstrong (1962–1968)
- Douglas Allen (1968–1974)
- Douglas Wass (1974–1983)
- Peter Middleton (1983–1991)
- Terence Burns (1991–1998)
- Andrew Turnbull (1998–2002)
- Gus O'Donnell (2002–2005)
- Nicholas Macpherson (2005-2016)
- Tom Scholar (2016-nay)

Tháng 7/2016 Tổng trưởng thứ hai là Charles Roxburgh.

## Giấy bạc
Giấy bạc ở Anh thường được phát hành bởi Ngân hàng Anh và một số ngân hàng thương mại. Khi bắt đầu Chiến tranh thế giới thứ nhất, Đạo luật tiền tệ và tiền giấy năm 1914 đã được thông qua, trao cho Ngân khố tạm thời quyền phát hành tiền giấy bằng hai mệnh giá, một với giá 1 bảng và một tờ khác ở 10 shilling, ở Anh.
Sau khi chiến tranh kết thúc, năm 1928 quyền hạn phát hành giấy bạc được chuyển cho các ngân hàng.

## Cơ quan công liên hiệp

### Cơ quan quản trị Ngân khố
- Văn phòng Quản lý nợ Anh, báo cáo cho Quốc vụ khanh Thương mại Ngân khố (Commercial Secretary to the Treasury), chịu trách nhiệm về các hoạt động vay của chính phủ.

### Cơ quan báo cáo Ngân khố
- Hải quan và thu thuế Quốc chủ Bệ hạ, lãnh đạo là Quốc vụ khanh Tài chính Ngân khố
  - Cơ quan thẩm định giá
- Tiết kiệm và đầu tư quốc gia, lãnh đạo là Quốc vụ khanh Kho bạc Ngân khố
- Văn phòng Trách nhiệm Ngân sách
- Văn phòng Đơn giản hóa Thuế
- Sở đúc tiền Hoàng gia
- Đầu tư tài chính Vương quốc Anh